# 卡滕德
卡滕德是巴西伯南布哥州的一个市镇。总面积207平方公里，总人口33214人，人口密度160.5人/平方公里。